# ダービー哲学会

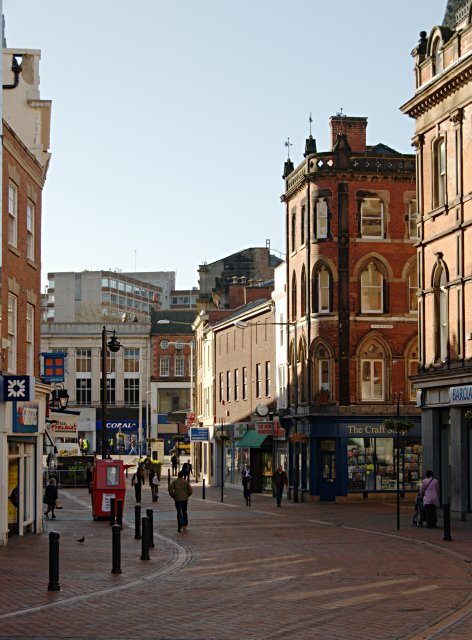
1783年から哲学会の会合が開かれたダービーのコーンマーケット

ダービー哲学会（ダービーてつがくかい、英: Derby Philosophical Society）は1783年にエラズマス・ダーウィンが設立し、ダービーの紳士たちが集ったクラブ。この会には多くの著名人が集まり、またダービーでは初めてとなる、組織による図書館を開き、特定の階級の人々にそれを公開した。

## 歴史
クラブ (club) と協会 (society) はジョージ王朝時代のイギリスにおける公的・半公的活動で最も大きな役割を果たしたものの一つであった。ただしより格式の高い集まりの多くでは女性は除外されていた。多くの者がそれまで自然哲学と呼ばれていたであろうところの科学に強い関心を寄せ、ヨーロッパ啓蒙の一部として、アイデアの発案と普及の重要な地域的中核になっていたと考えられる。形式張らない集まりもあったが、規則と統制によって高度に組織化された会もあり、自らの部屋や建物を所有している会もあった。多くは蔵書のコレクション、科学実験の器具、博物学に関する展示品を持ち、それらの品々は購入したり遺贈されたものであった。
ダービー哲学会の会合は18世紀に開かれ、その参加者には例えば、ルナー・ソサエティ会員であり1775年にロンドンへ移り住む前のジョン・ホワイトハースト等がいたかもしれない。会合は少なくとも1779年までは開かれたが、それ以前にも他のクラブや同人がダービーには存在していた。それ以外にも、やはりホワイトハーストが関係したある会には、画家のジョセフ・ライト、その友人のピーター・ペレス・バーデット、オール・セインツ教会の Rev. ジョシュア・ウィンターがいたようである。
ダービー哲学会はエラズマス・ダーウィンと彼の仲間たちが1783年に始めたもので、それはダーウィンがロンドンからダービーに移り住んだ直後、新妻のエリザベス及びその家族と共にラドバーン・ホールで短期間過ごした後だった。会は1784年、ダービーのフル・ストリートにあるダーウィンの家で正式に発足した。彼は会員たちに挨拶状を送り、そこで会の目標として彼が望むもの、例えば図書館を所有し、さらには出版物を発行することが述べられた。彼はまた、ルナー・ソサエティと合同で会合を開けるようになることも望んでいたようである。
会の目的には様々なものがあったが、とりわけ蔵書の素晴らしいコレクションを作り上げ、ゲストを喜ばせた。ゲストの一部は記録に残されている。会の参加者たちはリンネの著作のラテン語から英語への共同翻訳に関わった。会員の中でも最も卓越した者によって注釈をつけられた『植物の体系』の翻訳は、エラズマス・ダーウィンの名が初めて現れた本である。
会の会合はフル・ストリート3番地にあるダーウィンの家から遠くない、ダービーのコーンマーケットにあるキングス・ヘッド・インで開かれた。
設立メンバーは 7人、8人、10人と様々に言われており、具体的にはリチャード・フレンチ、スニード、Dr ジョン・ホリス・ピゴット、Dr ジョン・ベリッジ、Dr エラズマス・ダーウィン、トーマス・ギズベン、Mr. フォックス、ウィリアム・ストラットが挙げられる。とはいえ、ギズベンとスニードはダービー在住ではないため、これは会の存在に欠かせなかったダーウィンに7人を加えたリストである。会の記録が残っているものの、多くの場合、人物を苗字のみで書きとめているため、研究者はそれが正確には誰を指しているのか注意しなければならない。会の目的の一つは会合を開くことだったが、会員の多くはダーウィンのように医療関係者だったとはいえ、関心の方向性は様々だった。のちに入会した会員にはジョサイア・ウェッジウッド、Rev. ウィリアム・ピカリング、Rev. チャールズ・ホープ、Dr ピーター・クロンプトン、エラズマス・ダーウィン Jr、ロバート・ダーウィン、リチャード・リーパー、ヘンリー・ハドリー、Mr ヘイデン、Mr ファウラー、Mr ジョンソン、サシェヴァレル・ポール、ウィリアム・デューズベリ・ジュニア、ロバート・ベイジ、リチャード・アーチデールがいる。会員の約半分はウィリアム・ブルックス・ジョンソン MD のように医者だったが、他の会員には Sir ロバート・ウィルモット、技師のジェディダイア・ストラット、詩人かつ紳士の Sir ブルック・ブースビー、化学者のチャールズ・シルベスター、地主のチャールズ・ハート、Rev. ドゥーズ・コーク、トーマス・エヴァンスのように社会的に大きな影響力を持つ人物もいた。クロンプトン、リーパー、C. S. ホープは皆、のちにダービー市長となり、初代ベルパー男爵のエドワード・ストラットは後期の会員の一人である。
ダーウィンが1803年に没した後、ウィリアム・ストラットとリチャード・フォレスターの2名は共に会長となった。ストラットは設立メンバーの一人であり、フォレスターはやはり設立メンバーのリチャード・フレンチの息子だった。地元の教師で哲学者のウィリアム・ジョージ・スペンサーが1815年から会の書記を勤め、その息子の哲学者ハーバート・スペンサーはダービーの文学的・科学的気風に大きく感化されていた。「適者生存」という造語が、ダーウィンの孫（チャールズ・ダーウィン）の進化論に関する著作を読んだスペンサーによって考え出されたという点は重要である。会に関わった他の著名人としてアブラハム・ベネットがいるが、急進的な大臣で『ダービーの風景』を著したジェームズ・ピルキントンとは違って、会員になったことはない。
ダーウィンは会の重要人物として存命中、ダービーのフル・ストリートに住居を構えていた。その家は今では取り壊されてしまったが、ダーウィンの貢献およびダービー哲学会の設立を記念する記念額が2002年にその地に据えられた。
ダービー哲学会は18-19世紀の間ダービーに存在したが、それは当時のイギリス地方部における社会的な科学的風土の重要性を反映する、多くの文学的・科学的集いのうちの一つに過ぎない。他の例としては、1808年-1816年頃のダービー文学・哲学会 (Derby Literary and Philosophical Society)、ダービー職工講習所 (Derby Mechanics' Institute)、ダービー市郡博物館 (Derby Town and County Museum)、1834年発足の博物学協会 (Natural History Society)、1840年代から1850年代にかけて盛況だった文学・科学協会 (Literary and Scientific Society) を挙げられる。1810年に開院した革新的なダービーシャー一般病院 (Derbyshire General Infirmary)、1840年に開園したジョン・クラウディウス・ルードンのダービー植物園もこれらに加えることができるだろう。両者はダービーの哲学者たちの活動と強い結びつきを持つものであり、科学に関する社会的な基盤を醸成することに役立った。
1858年、ダービー哲学会はダービー市郡博物館および博物学協会と合併するにあたり、ダービーのウォードウィックにある建物に移った。これには会の蔵書 4,000 冊、数学および科学の実験器具、化石標本のコレクションも伴った。